# Mitglieder der Württembergischen Landstände 1833 bis 1838
Diese Liste umfasst die Mitglieder der Württembergischen Landstände des Königreichs Württemberg in der Wahlperiode von 1833 bis 1838.
Während dieser Wahlperiode tagte der 7. ordentliche Landtag vom 20. Mai 1833 bis zum 19. Dezember 1835, der 8. ordentliche Landtag vom 30. Januar 1836 bis zum 18. Juli 1836 und der 9. außerordentliche Landtag vom 16. Januar 1838 bis zum 22. Oktober 1838. 

## Das Präsidium der Ersten Kammer (Kammer der Standesherren)
Präsident: Fürst August zu Hohenlohe-Öhringen,  im Dezember 1835 gefolgt von  Fürst Ernst I. zu Hohenlohe-Langenburg

Vizepräsident: Fürst Ernst I. zu Hohenlohe-Langenburg,  im Dezember 1835 gefolgt von  Fürst Georg Ludwig Moritz zu Hohenlohe-Kirchberg.  Seit Januar 1838 war der Vizepräsident der Ersten Kammer   Fürst Georg  zu Löwenstein-Wertheim-Freudenberg 

 Im November 1833 wurden Präsident und Vizepräsident wegen Krankheit von  Fürst Franz von Waldburg zu Zeil und Trauchburg  vertreten.  

## Die Mitglieder der Ersten Kammer

### Prinzen des Hauses Württemberg
- Königlicher Prinz Paul von Württemberg
- Königlicher Prinz Friedrich von Württemberg
- Königlicher Prinz August von Württemberg trat 1834 in die Kammer ein
- Herzog Adam von Württemberg
- Herzog Alexander Paul Ludwig Konstantin von Württemberg war in dieser Wahlperiode nie persönlich anwesend
- Herzog Eugen II. von Württemberg war nie persönlich anwesend
- Herzog Paul Wilhelm von Württemberg
- Herzog Ferdinand von Württemberg war nie persönlich anwesend († 1834)
- Herzog Friedrich Alexander von Württemberg war nie persönlich anwesend und ließ sich vertreten
- Herzog Ernst Alexander von Württemberg war nie persönlich anwesend
- Herzog Heinrich von Württemberg war in dieser Wahlperiode nie persönlich anwesend († 1838)

### Standesherren (Fürsten)
- Fürst Karl Egon II. zu Fürstenberg
- Fürst Georg Ludwig Moritz zu Hohenlohe-Kirchberg († 1836), gefolgt von Karl Friedrich Ludwig, Fürst zu Hohenlohe-Kirchberg
- Fürst Ernst I. zu Hohenlohe-Langenburg
- Fürst Karl Albrecht III. zu Hohenlohe-Waldenburg-Schillingsfürst
- Fürst August zu Hohenlohe-Öhringen
- Fürst Karl August zu Hohenlohe-Waldenburg-Bartenstein war in dieser Wahlperiode nie persönlich anwesend
- Fürst Karl zu Hohenlohe-Jagstberg war nie persönlich anwesend
- Fürst Friedrich zu Oettingen-Wallerstein
- Fürst Maximilian Karl von Thurn und Taxis war nie persönlich anwesend
- Fürst Karl Thomas Albrecht Ludwig zu Löwenstein-Wertheim-Rosenberg war nie persönlich anwesend
- Fürst Alois III. zu Oettingen-Spielberg
- Fürst Leopold von Waldburg zu Zeil und Wurzach
- Fürst Franz von Waldburg zu Zeil und Trauchburg, zum Teil vertreten durch seinen Sohn Konstantin von Waldburg zu Zeil und Trauchburg
- Fürst Friedrich von Waldburg zu Wolfegg und Waldsee
- Fürst Alfred zu Windischgrätz war seit 1835 Mitglied der Kammer, aber nie persönlich anwesend
- Fürst Ferdinand zu Solms-Braunfels
- Fürst Georg zu Löwenstein-Wertheim-Freudenberg

### Standesherren (Grafen)
- Graf Franz von Königsegg-Aulendorf
- Graf Eberhard zu Erbach-Wartenberg-Roth , dessen Stimme ruhte
- Graf Hugo Waldbott von Bassenheim  war nie persönlich anwesend.
- Graf Maximilian von Törring-Gutenzell  war nie persönlich anwesend
- Graf Wilhelm von Quadt zu Wykradt und Isny
- Graf Johann von Sternberg-Manderscheid
- Graf von Plettenberg-Mietingen  dessen Stimme ruhte
- Graf Richard von Schaesberg-Thannheim

### Standesherrliche Gemeinschaften
- Grafschaft Löwenstein, vertreten durch Fürst Georg zu Löwenstein-Wertheim-Freudenberg
- Grafschaft Limpurg-Obersontheim, vertreten durch Fürst Georg zu Löwenstein-Wertheim-Freudenberg
- Grafschaft Limpurg-Gaildorf
- Graf Friedrich von Pückler-Limpurg

### Erblich ernannte Mitglieder
- Graf  Aloys von Rechberg und Rothenlöwen zu Hohenrechberg   vertreten durch seinen Sohn  Albert von Rechberg
- Graf Alfred von Neipperg  trat 1836 in die Kammer ein

### Auf Lebenszeit ernannte Mitglieder
- Josef von Beroldingen
- Graf Friedrich Wilhelm von Bismarck
- Graf Friedrich von Franquemont
- Freiherr Karl von Holzschuher  1836 in die Kammer eingetreten
- Freiherr Ernst Eugen von Hügel
- Reichsfreiherr Franz Josef Ignaz von Linden   († 1836)
- Freiherr Eugen von Maucler
- Benjamin Ferdinand von Mohl
- Graf Karl von Reischach-Riet   († 1834)
- Freiherr Philipp Moritz von Schmitz-Grollenburg
- Freiherr August Rudolf von Soden  1835 in die Kammer eingetreten
- Graf Johann Georg von Sontheim

## Das Präsidium der Zweiten Kammer  (Kammer der Abgeordneten)
Alterspräsident: Anton Peter von Rummel 

Präsident: Freiherr Ludwig von Gaisberg-Schöckingen 

Vizepräsident: Anton Peter von Rummel

## Die 23 bevorrechtigten Mitglieder der Zweiten Kammer

### Vertreter der Ritterschaft des Neckarkreises
- Freiherr Gustav von Berlichingen
- Freiherr Georg Cotta von Cottendorf
- Freiherr Ludwig von Gaisberg

### Vertreter der Ritterschaft des Jagstkreises
- Freiherr Ludwig von Eyb
- Freiherr Franz Ludwig von Gemmingen-Fürfeld
- Freiherr Wilhelm vom Holtz

### Vertreter der Ritterschaft des Schwarzwaldkreises
- Freiherr Carl von Gültlingen
- Freiherr Maximilian von Ow
- Wilhelm Friedrich Albrecht von Plessen

### Vertreter der Ritterschaft des Donaukreises
- Graf Christoph von Degenfeld
- Freiherr August von Hornstein-Bußmannshausen
- Freiherr Eduard von Raßler
- Graf Karl Reuttner von Weyl nach Ersatzwahl für den ausgeschiedenen Freiherrn von Welden 1836 in die Kammer eingetreten
- Freiherr Carl von Welden 1836 aus der Kammer ausgetreten

### Vertreter der evangelischen Landeskirche
- Generalsuperintendent von Heilbronn: Jakob Friedrich von Märklin
- Generalsuperintendent von Ludwigsburg: Sixt Jakob von Kapff
- Generalsuperintendent von Reutlingen: Christian Karl August von Haas
- Generalsuperintendent von Hall: Johann Gottfried von Pahl
- Generalsuperintendent von Tübingen: Johann Christian von Pfister,  gefolgt 1835 von Georg Christian von Seubert, gefolgt 1836 von Nathanael Friedrich von Köstlin
- Generalsuperintendent von Ulm: Carl Christian von Flatt

### Vertreter des Bistums Rottenburg
- Bischof von Rottenburg: Johann Baptist von Keller
- Domkapitular von Rottenburg: Ignaz von Jaumann
- Dienstältester katholischer Dekan: Johann Martin Tobias Münch

### Kanzler der Universität Tübingen
- Ferdinand von Autenrieth  gefolgt 1835 von  Dr. Karl Georg Wächter

## Die 70 gewählten Abgeordneten der Zweiten Kammer

### Die Abgeordneten der sieben „guten Städte“
| Stadt       | Name                                                 |
| ----------- | ---------------------------------------------------- |
| Stuttgart   | Dr. Ludwig Uhland                                    |
| Tübingen    | Dr. Paul Pfizer                                      |
| Ludwigsburg | Heinrich Preyß                                       |
| Ellwangen   | Josef Alois Zimmerle (legte sein Mandat 1835 nieder) |
| Ellwangen   | Johann Nepomuk Wocher                                |
| Ulm         | David Schultes                                       |
| Heilbronn   | Christian August Klett                               |
| Reutlingen  | Karl von Camerer                                     |

### Die Abgeordneten der Oberämter desNeckarkreises
| Oberamt           | Name                                                  |
| ----------------- | ----------------------------------------------------- |
| Backnang          | Johann Friedrich Lederer                              |
| Besigheim         | Johann Daniel Bezner                                  |
| Böblingen         | Christian Friedrich Kayser                            |
| Brackenheim       | Friedrich Schwarz                                     |
| Cannstatt         | Georg Christoph Fackler                               |
| Esslingen         | Carl Deffner                                          |
| Heilbronn (Amt)   | Christian Gottlieb Schmid                             |
| Leonberg          | Immanuel Baumann († 1837)                             |
| Leonberg          | Gottfried Bossert                                     |
| Ludwigsburg (Amt) | Karl Bardili                                          |
| Marbach           | Johannes Nefflen (legte 1836 sein Mandat nieder)      |
| Marbach           | Gottlob Adolf Veiel                                   |
| Maulbronn         | Wilhelm Murschel                                      |
| Neckarsulm        | Balthas Steinhardt                                    |
| Stuttgart (Amt)   | Johann Jakob Breuning (legte sein Mandat 1836 nieder) |
| Stuttgart (Amt)   | Johann Friedrich von Zeller                           |
| Vaihingen         | Christian Ferdinand Löbert                            |
| Waiblingen        | Christoph Pfleiderer                                  |
| Weinsberg         | Heinrich Pfaff                                        |

### Die Abgeordneten der Oberämter desJagstkreises
| Oberamt         | Name                           |
| --------------- | ------------------------------ |
| Aalen           | Dr. Karl Friedrich Haas        |
| Crailsheim      | Friedrich Stahl                |
| Ellwangen (Amt) | Leopold Albert Stehle († 1834) |
| Ellwangen (Amt) | Ulrich Innozenz Rettenmaier    |
| Gaildorf        | Dr. Friedrich Walz             |
| Gerabronn       | Gottlob von Rapp               |
| Gmünd           | Eberhard Ludwig Visel          |
| Hall            | Philipp Honold                 |
| Heidenheim      | Dr. Karl Friedrich Hufnagel    |
| Künzelsau       | Dr. Willibald Feuerlein        |
| Mergentheim     | Wenzeslaus Fuchs               |
| Neresheim       | August Majer                   |
| Öhringen        | Dr. Gustav Duvernoy            |
| Schorndorf      | Albert von Ringler             |
| Welzheim        | Karl Friedrich Metsch          |

### Die Abgeordneten der Oberämter desSchwarzwaldkreises
| Oberamt        | Name                                                    |
| -------------- | ------------------------------------------------------- |
| Balingen       | Dr. Wolfgang Menzel                                     |
| Calw           | Johann Georg Dörtenbach                                 |
| Freudenstadt   | Karl Gottlieb Kierecker (legte sein Mandat 1835 nieder) |
| Freudenstadt   | Eberhard Jonathan Knapp                                 |
| Herrenberg     | Konrad Ludwig Hiller                                    |
| Horb           | Damian von Mosthaf                                      |
| Nagold         | Karl Gottlieb Schoffer                                  |
| Neuenbürg      | Dr. Albert Schott                                       |
| Nürtingen      | Dr. Friedrich von Gmelin                                |
| Oberndorf      | Wilhelm Zais (legte sein Mandat 1836 nieder)            |
| Oberndorf      | Franz Josef Frueth                                      |
| Reutlingen     | Johann Martin Krug                                      |
| Rottenburg     | Dr. Franz Xaver Benedikt Raidt                          |
| Rottweil       | Benedikt Alois Pflanz                                   |
| Spaichingen    | Tiberius Keller                                         |
| Sulz           | Friedrich Wilhelm Pfäfflin                              |
| Tübingen (Amt) | Dr. Wilhelm von Widenmann                               |
| Tuttlingen     | Dr. Jakob Schneckenburger                               |
| Urach          | Georg Friedrich Gußmann († 1838)                        |
| Urach          | Johann Christian Friederich                             |

### Die Abgeordneten der Oberämter desDonaukreises
| Oberamt    | Name                           |
| ---------- | ------------------------------ |
| Biberach   | Johann Nepomuk Rauter († 1838) |
| Biberach   | Christian Ludwig Enchelmayer   |
| Blaubeuren | Abraham Ott († 1838)           |
| Blaubeuren | Eberhard Friedrich Zais        |
| Ehingen    | Franz Probst                   |
| Geislingen | Friedrich Römer                |
| Göppingen  | Karl Friedrich Rommel          |
| Kirchheim  | Christian Friedrich Glöckler   |
| Leutkirch  | Anton Peter von Rummel         |
| Münsingen  | Johann Jakob Schnitzer         |
| Ravensburg | Franz von Zwerger              |
| Riedlingen | Franz Xaver Bollstetter        |
| Saulgau    | Andreas Alois Wiest            |
| Tettnang   | Alois Joseph Henckel           |
| Ulm        | Karl Ruff                      |
| Waldsee    | Andreas Sailer                 |
| Wangen     | Georg Martin Schnitzer         |
| Wiblingen  | Johann Baptist Bauer           |